# Кольбе, Ино
Ино Кольбе (урождённая Фойгт; 28 февраля 1914 — 16 февраля 2010) — немецкий эсперантист. И она и её брат Холдо Фойгт выучили эсперанто с рождения.
Она написала несколько книг, буклетов и статей о плановом языке эсперанто и вычитала огромный эсперанто-немецкий словарь Эриха-Дитера Краузе, включающий в себя 80 000 статей на почти 900 страницах (1999 год).
Пионер эсперанто в лейпцигском регионе, она жила в Этриче, пригороде Лейпцига, полностью посвящала себя делу эсперанто и даже в возрасте 90 лет продолжала регулярно заниматься редактированием. «Кольбе уже прапрабабушка, но всё ещё остаётся краеугольным камнем для эсперанто-движения Лейпцига», — писала Кай Вюстер в Leipziger Volkszeitung. В день её 90-летия двадцать эсперантистов из четырёх провинций Германии, в том числе учёные и бывшие студенты, пришли поздравить её. Среди гостей были Краузе и Детлев Бланке.

## Эсперанто-воспитание
Её родители были настолько преданы движению эсперанто, что общались с ней только на этом языке, поэтому до поступления в школу она учила немецкий только от других детей. Кольбе рассказывала, как она впервые осознала, что у различных языков разный словарный запас. Когда ей было три или четыре года, она и соседские дети радостно играли с её игрушкой-волчком. Через некоторое время она вбежала наверх, в квартиру своих родителей на втором этаже в Лейпциг-Голисе, жалуясь: La infanoj diris, ke mia turbo estas Kreisel. (с эсп. — «Дети сказали, что моя юла — это Kreisel!»).
В 1910 году отец Кольбе, Райнхольд Фойгт, убеждённый пацифист и социалист, вместе с группой своих друзей, основал Frateco (с эсп. — «Братство»), влиятельную ассоциацию рабочих-эсперантистов в Лейпциге. Рабочие-эсперантисты в Лейпциге и других городах считали себя истинными хранителями идей Л. Л. Заменгофа, они надеялись использовать эсперанто для содействия классовой борьбе и почти не контактировали с небольшой Немецкой федерацией эсперанто (Deutschen Esperanto-Bund, DEB), которая по-разному относилась к популярности языка среди рабочего класса: с одной стороны, рабочие способствовали росту заметности эсперанто как живого языка, с другой стороны, ультраправые критики начали называть эсперанто «языком хулиганов и коммунистов». Ещё в своей книге «Майн кампф» (1925) Адольф Гитлер критиковал эсперанто как предполагаемый инструмент еврейского мирового господства.
До прихода к власти нацистов в Германии популярность эсперанто росла довольно высокими темпами: к 1922 году более 100 000 немцев выучили язык, в том же году 40 256 взрослых были зачислены на один из 1592 курсов эсперанто, преподававшихся по всей Германии. Эсперанто также изучали в начальных школах 126 городов Германии. Это было время, когда даже заместитель генерального секретаря Лиги Наций Иназо Нитобе посещал Всемирный конгресс эсперанто и рекомендовал использование этого языка Генеральной ассамблее.
В течение 1920-х годов Рейнхольд Фойгт много путешествовал, чтобы продвигать эсперанто и читать курсы. Он переписывался с эсперантистами по всему миру, и в шесть лет у Кольбе уже была молодая подруга по переписке из Японии, которой она писала на эсперанто. Семью часто навещали эсперантисты из других стран — голландцы, французы и другие — которым родители хвастались своим «эсперанто-ребёнком». Буквально понимая лозунг Маркса («Пролетарии всех стран, соединяйтесь!»), социалисты-эсперантисты совершали походы на природу, пели песни на эсперанто и несли красные знамёна с зелёной звездой. В 1929 году Sennacieca Asocio Tutmonda, зонтичная организация различных левых рабочих эсперанто-групп, провела свой ежегодный конгресс в Лейпциге, в котором приняло участие 2000 человек. Кольбе вспоминала, как она и её брат встречали многих делегатов на вокзале и провожали их до квартир.

## Работы
- Ino Kolbe. Zur Geschichte des Deutschen Arbeiter-Esperanto-Bundes in Leipzig (Westsachsen) (нем.). — Leipzig, 1996. Часть I — это история от начала и до «Völkerspiegel» (1924 г.); часть II — это история с 1925 года и до запрета движения нацистами в 1933 году.
- Ino Kolbe. Mein Leben mit und für Esperanto (нем.). — 2. — Leipzig, 2002. — 92 S.
- Linde Knöschke und Ino Kolbe. der esperantist 1 (1965) - 164 (1990). Register. Teil I. / Detlev Blanke (red). — Berlin: Gesellschaft für Interlinguistik e. V. (GIL), 1997. — 120 с.
- Ino Kolbe. der esperantist 1 (1965) - 164 (1990). Register Teil II / Detlev Blanke (red). — Berlin: Arbeitsgruppe Geschichte des Esperanto-Verbandes der DDR, 1998. — 120 с.

## Переводы
- Detlev Blanke. Skizze der Geschichte des Esperanto-Verbandes in der Deutschen Demokratischen Republik (нем.). — Berlin: Esperanto-Verband im Kulturbund, 1991. — 62 S.